# Galeodes olivieri
Espèce
Galeodes olivieri est une espèce de solifuges de la famille des Galeodidae.

## Distribution
Cette espèce se rencontre en Tunisie, en Algérie, au Maroc, en Mauritanie, au Sénégal, au Niger et au Togo.

## Description
Le mâle décrit par Roewer en 1934 mesure 45 mm et les femelles de 30 à 45 mm.

## Étymologie
Cette espèce est nommée en l'honneur de Guillaume-Antoine Olivier.

## Publication originale
- Simon, 1879 : Essai d'une classification des Galéodes, remarques synonymiques et description d'espèces nouvelles ou mal connues. Annales de la Société Entomologique de France, sér. 5, vol. 9, p. 93–154 (texte intégral).